# 龍乗院本堂
龍乗院本堂 （りゅうじょういんほんどう）は、岡山県玉野市にある仏堂。木造平屋建、入母屋造、本瓦葺きの建築。文政2年（1819年）建築、昭和57年（1982年）改修。平面は6間取方丈形式で東南側に間口２間幅の式台玄関を付け、屋根に向唐破風をつける。妻飾彫刻には狛犬、虎を用いるなど江戸時代後期らしい意匠が見られる。龍乗院鐘楼門（大正11年〈1922年〉建築）、龍乗院石段及び石垣（江戸末期 - 明治〈1830年 - 1867年〉建造）とともに、2007年7月31日に国の登録有形文化財（建造物）に登録された。